# Стризивойна
45°14′ пн. ш. 18°25′ сх. д. / 45.23° пн. ш. 18.42° сх. д.
Стризивойна (хорв. Strizivojna) – громада і населений пункт в Осієцько-Баранській жупанії Хорватії.

## Населення
Населення громади за даними перепису 2011 року становило 2 525 осіб. Населення самого поселення становило 2525 осіб.
Динаміка чисельності населення громади:
Динаміка чисельності населення центру громади:

## Населені пункти
Крім поселення Стризивойна, до громади також входить Меролино-Сикиревацько.

## Клімат
Середня річна температура становить 11,12°C, середня максимальна – 25,50°C, а середня мінімальна – -6,13°C. Середня річна кількість опадів – 714 мм.
| Клімат поселення                              | Клімат поселення | Клімат поселення | Клімат поселення | Клімат поселення | Клімат поселення | Клімат поселення | Клімат поселення | Клімат поселення | Клімат поселення | Клімат поселення | Клімат поселення | Клімат поселення | Клімат поселення |
| Показник                                      | Січ.             | Лют.             | Бер.             | Квіт.            | Трав.            | Черв.            | Лип.             | Серп.            | Вер.             | Жовт.            | Лист.            | Груд.            |                  |
| Середній максимум, °C                         | 5,93             | 8,23             | 12,79            | 17,34            | 22,46            | 25,50            | 25,34            | 25,02            | 21,08            | 15,54            | 9,53             | 5,50             |                  |
| Середня температура, °C                       | −0,09            | 2,20             | 6,79             | 11,30            | 16,41            | 19,49            | 21,23            | 20,92            | 16,98            | 11,44            | 5,42             | 1,40             |                  |
| Середній мінімум, °C                          | −6,13            | −3,85            | 0,73             | 5,27             | 10,39            | 13,44            | 17,13            | 16,82            | 12,87            | 7,34             | 1,30             | −2,7             |                  |
| Норма опадів, мм                              | 46               | 43               | 43               | 54               | 65               | 92               | 68               | 63               | 52               | 62               | 69               | 57               |                  |
| Середньомісячна швидкість вітру, м/с          | 2.00             | 2.29             | 2.60             | 2.49             | 2.20             | 2.01             | 2.00             | 1.80             | 1.80             | 1.90             | 2.00             | 2.08             |                  |
| Середньомісячна сонячна радіація, кДж/м²·день | 4319             | 6985             | 10985            | 15441            | 19296            | 21274            | 22222            | 20419            | 15085            | 9390             | 4894             | 3633             |                  |
| --------------------------------------------- | ---------------- | ---------------- | ---------------- | ---------------- | ---------------- | ---------------- | ---------------- | ---------------- | ---------------- | ---------------- | ---------------- | ---------------- | ---------------- |
| Джерело:                                      |                  |                  |                  |                  |                  |                  |                  |                  |                  |                  |                  |                  |                  |